# Der Angriff

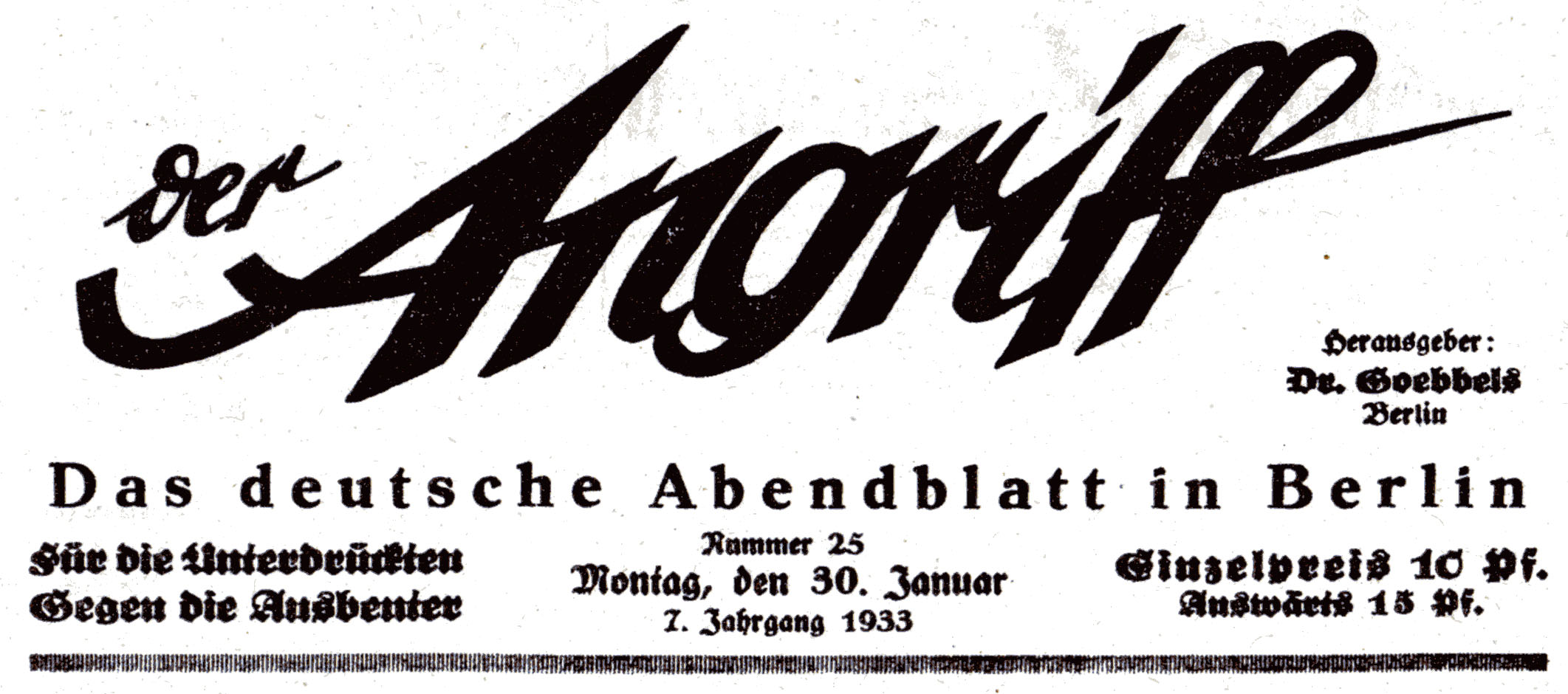
Заголовок Der Angriff от 30 января 1933 года (пришествие к власти Адольфа Гитлера)

Der Angriff (произносится: Дер а́нгриф, дословно — Атака) — антисемитская и антикоммунистическая газета, издававшаяся в нацистской Германии в Берлине местным гау НСДАП.
Газета была создана гауляйтером Берлина Йозефом Геббельсом. Первый номер вышел 4 июля 1927 года. Газета издавалась главным образом на деньги из партийной казны НСДАП. Поначалу главная её беда заключалась в нехватке денег, так что Геббельсу пришлось внести в новое предприятие 2000 марок из своих личных средств. Первым главным редактором газеты был Вилли Краузе (печатался под псевдонимом Питер Хаген), его преемником стал Юлиус Липперт, а с 1935 года газету возглавлял Ханс Шварц ван Верк, друг издателя Геббельса.

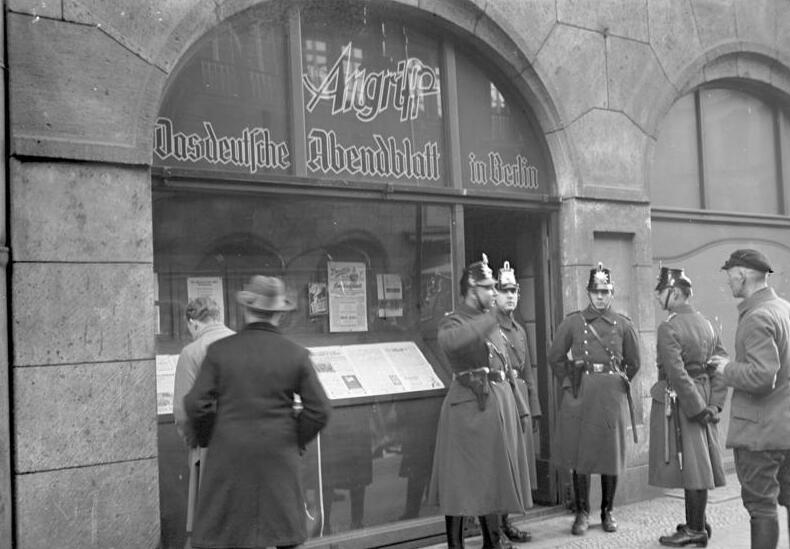
Немецкие полицейские возле редакции Der Angriff в Берлине (1932)

Новая газета была задумана как «издание на все вкусы» и имела на первой странице девиз: «Да здравствуют угнетенные, долой эксплуататоров!» Главным желанием Геббельса было привлечение массового читателя, и ради этого он старался писать в популярной манере, отказавшись от всякой объективности. Он был убежден в непритязательности массового сознания и в пристрастии масс к простым односторонним решениям.
Первоначально газета была еженедельной (выходила по понедельникам), затем стала печататься 2 раза в неделю, а с ноября 1940 года стала ежедневной. В газете печатались нацистские призывы против Веймарской республики, антисемитская и антикоммунистическая пропаганда. Подзаголовком газеты было «Долой угнетателей!». В отличие от официальной партийной газеты «Фёлькишер Беобахтер», «Дер ангрифф» была личным рупором Геббельса и служила, главным образом, для выражения его взглядов. Свои полемические и скандальные статьи он всегда писал на первой полосе, подписывая их «Dr. G». Одной из любимых мишеней для атак газеты был Бернхард Вайсс, заместитель главы берлинской полиции, еврей по национальности. За эти выпады в ноябре 1931 года выпуск газеты был временно остановлен главой полиции Берлина.
В 1927 году тираж газеты был около 2000 экземпляров, в 1936 году он вырос до 150 000, а в 1940-м — до 306 000.
После прихода к власти нацистов в 1933 году влияние газеты несколько уменьшилось. После начала бомбардировок Берлина в 1944 году тираж газеты, пытавшейся поднять моральный дух берлинцев, вырос. Газета продолжала выходить до 1945 года, её выпуск был прекращён только 24 апреля 1945 года, незадолго до капитуляции Германии.